# 庞费勒河
龐費勒河（法語：Penfeld，法語發音：[pɛ̃fɛl]）是法國沿岸一條長16公里的河流。菲尼斯泰尔省最大城市布雷斯特位在龐費勒河的東岸，為法國重要的軍港。

## 水文
龐費勒河源於布列塔尼半島西北部的古埃努。它接著穿過博阿尔與吉莱尔並流入布雷斯特湾。在第四纪间冰期期间，布雷斯特湾溝口向西移動，龐費勒河流進現今欧讷河的舊河道，導致現在吃水量深的船隻能夠開進潮差达8公尺的河道。
菲尼斯泰尔省最大城市布雷斯特位在龐費勒河的東岸。布雷斯特內的拉特卢瓦尔桥和勒庫夫朗斯橋先後跨越龐費勒河。勒庫夫朗斯橋原本為平旋橋民族橋，但在二戰期間遭到炸毀，1954年勒庫夫朗斯橋完工，是當時歐洲最大的垂直升降橋，直到2008年才被塞納河上的古斯塔夫·福樓拜橋超越取代。
自羅馬時代以來執政者就已經注意到河口位置的重要性，並建成布雷斯特城堡。龐費勒河最後在穿越布雷斯特海軍基地及經過布雷斯特城堡後入海。出海口附近河堤高25－30公尺。

## 參見

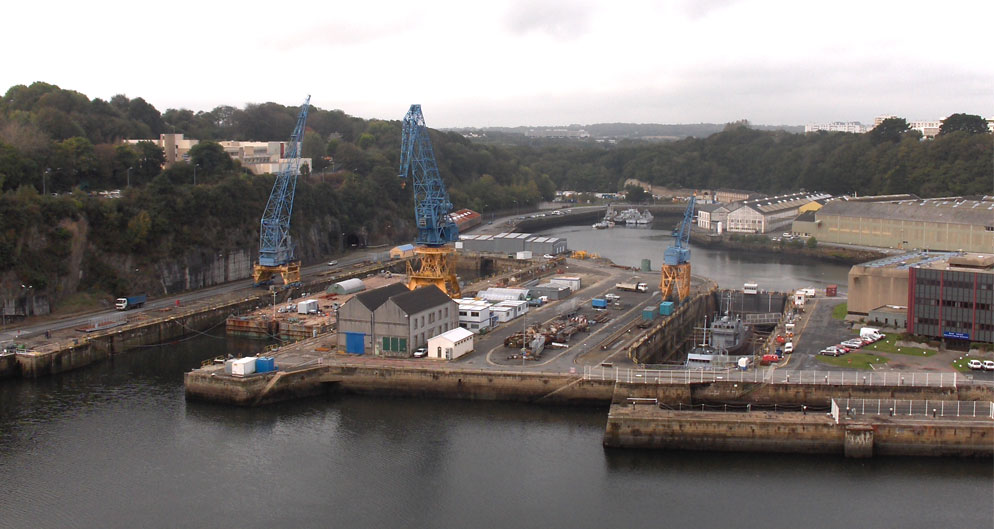
拉特卢瓦尔橋上游部分